# Popó (football)
Pour les articles homonymes, voir Popo.
Adilson Ferreira de Souza, surnommé Popópo, est un footballeur brésilien né le 1er septembre 1978. Il évolue au poste d'attaquant.

## Palmarès
- Finaliste de la Coupe du Japon en 2008 avec le Kashiwa Reysol